# Eucypris clavata
Eucypris clavata är en kräftdjursart. Eucypris clavata ingår i släktet Eucypris och familjen Cyprididae. Inga underarter finns listade i Catalogue of Life.